# Festivalbar 1990
Il ventisettesimo Festivalbar si svolse durante l'estate del 1990 con la finale svoltasi come tradizione presso l'Arena di Verona e trasmessa da Italia 1 il 10 e l'11 settembre 1990.
Venne condotto da Gerry Scotti e Susanna Messaggio.
I vincitori assoluti dell'edizione furono Francesco Baccini ed i Ladri di Biciclette con il brano Sotto questo sole, mentre Eros Ramazzotti si impose nella sezione 33 giri con l'album In ogni senso e Luciano Ligabue si aggiudicò il premio DiscoVerde come miglior artista esordiente con Balliamo sul mondo.

## Cantanti partecipanti
- Francesco Baccini e Ladri di Biciclette - Sotto questo sole
- Tullio De Piscopo - Jasta O'
- Twenty 4 Seven - I Can't Stand It
- Snap! - Ooops Up
- Nino Buonocore - Scrivimi
- Sabrina Salerno - Yeah Yeah
- Luca Carboni - Solo un disco che gira
- Technotronic - Megamix e Rockin' Over the Beat
- Fabio Concato - Speriamo che piova e Quasi quasi mi metto a cantare
- Lorimeri - Tell Me Why (seconde classificate DiscoVerde)
- Luciano Ligabue - Balliamo sul mondo (vincitore del DiscoVerde)
- Ron - Un momento anche per te
- Valentina Gautier - Voglio un angelo
- Bob Geldof - The Great Song of Indifference
- Mango - Nella mia città, Ma com'è rossa la ciliegia e Come Monna Lisa
- Gianna Nannini - Scandalo e 5 minuti
- Leo Sayer - Cool Touch
- Enrico Ruggeri - Ti avrò e Cielo nero
- Eros Ramazzotti - Se bastasse una canzone e Amarti è l'immenso per me
- Nick Kamen - Looking Good Diving
- Steve Rogers Band - Hey Man
- Mietta - La farfalla e Piccolissimi segreti
- Marco Masini - Ci vorrebbe il mare
- Scialpi - Il grande fiume
- Jason Donovan - Hang on to Your Love
- Katie & Carole - Say It to Your Brother
- Black Box - Everybody Everybody
- Papa Winnie - Brothers & Sisters
- Kim Wilde - It's Here
- Riccardo Fogli - Cambierò la mia esistenza
- Beats International - Dub Be Good to Me
- Ciao Fellini - Dalì
- Tanita Tikaram - Sunset Arrived
- Jenny Morris - She Has to Be Loved
- The Mission - Butterfly on a Wheel
- Marc Almond - A Lover Spurned
- Belen Thomas - Don Diego de noche
- Enzo Avitabile - Fammi dire
- Alberto Fortis - Vita ch'è vita
- Jo Squillo - Whole Lotta Love
- Oleta Adams - Rhythm of Life
- Paola Turci - Frontiera
- Yazz - Treat Me Good
- Denovo - Mi viene un brivido
- Eugenio Bennato - Donna contemporanea
- Mia Martini - Danza pagana e Domani più su
- Lisa Hunt - Free Man
- Lisa Stansfield - What Did I Do to You?
- Roè - Soledad
- The Pasadenas - Love Thing
- The Chimes - I Still Haven't Found What I'm Looking For
- Bananarama - Only Your Love
- Propaganda - Heaven give me words
- Grazia Di Michele - Storia di una polena
- Laid Back - Bakerman
- Conspiracy - Everytime You Leave
- The Adventures of Stevie V - Dirty Cash
- Cameo - I Want It Now
- Candy Flip - Strawberry Fields Forever
- Double Trouble - Talk Back
- Faith No More - Epic
- Hothouse Flowers - Give It Up
- Salt 'N' Pepa - Expression
- Massimiliano Cattapani - Anna Maria Lisa
- Federico Vassallo - Ascoltami questa canzone

## Organizzazione
Fininvest

## Direzione Artistica
Vittorio Salvetti